# Abdelhamid Laghouati
Pour les articles homonymes, voir Laghouati.
Abdelhamid Laghouati est un poète algérien d'expression française né le 25 décembre 1943 à Berrouaghia (Algérie) et mort le 11 août 2021.

## Biographie
À partir de la fin des années 1960, Abdelhamid Laghouati, qui a participé aux activités du groupe « Aouchem » animé par les peintres Denis Martinez et Choukri Mesli, est l'un des représentants les plus significatifs de la poésie algérienne de langue française, défendue par Jean Sénac, aux côtés de Tahar Djaout, Youcef Sebti, Hamid Skif, Hamid Tibouchi.

## Anthologies
- Jean Sénac, Anthologie de la nouvelle poésie algérienne, Poésie 1, n° 14, Librairie Saint-Germain-des-Prés, Paris, 1971.
- Des Chèvres noires dans un champ de neige ? 30 poètes et 4 peintres algériens,  Bacchanales n°32, Saint-Martin-d'Hères, Maison de la poésie Rhône-Alpes - Paris, Marsa éditions, 2003 ; Des chèvres noires dans un champ de neige ? (Anthologie de la poésie algérienne contemporaine) , édition enrichie, Bacchanales, n° 52, Saint-Martin-d'Hères, Maison de la poésie Rhône-Alpes, 2014
- Ali El Hadj Tahar, Encyclopédie de la poésie algérienne de langue française, 1930-2008 (en deux tomes), Alger, Éditions Dalimen, 2009, 956 pages  (ISBN 978-9961-759-79-0)

## Sur Abdelhamid Laghouati
- Jean Déjeux, Bibliographie méthodique et critique de la littérature algérienne de langue française 1945-1977, SNED, Alger, 1979.
- Survie de la poésie, entretien avec Abdelhamid Laghouati réalisé avec Tahar Djaout, Algérie-Actualité, Alger, 2 octobre 1980.
- Jean Déjeux, Dictionnaire des auteurs maghrébins de langue française, Paris, Editions Karthala, 1984  (ISBN 978-2-86537-085-6).

## Jugements
« Abdelhamid Laghouati tente, par une écriture de mégots, d'alimenter le feu promis, souillé, fuyant. Le monde lui a été sali - et surtout à travers le visage de la Femme, l'Amante fugitive. (...) Oui, voyou, comme Arthur Rimbaud, Vladimir Maïakovski, Sergueï Essénine, les Vietnamiens, les Palestiniens, les Black Panthers, les voyous de la Révolution. »

Jean Sénac, Anthologie de la nouvelle poésie algérienne, Poésie 1, n° 14, Librairie Saint-Germain-des-Prés, Paris, 1971, p. 55.

« Poésie hérissée, rauque, sourde, elle ne cesse de grincer, de faire grincer, affichant une indifférence rare pour les soucis purement esthétiques. Fracturant fébilement le langage, entrechoquant des vocables comme calcinés, tranchants, les frottant les uns contre les autres pour en faire jaillir l'étincelle vengeresse, Laghouati bouscule la syntaxe (...). Cette poésie (...) emporte, exige qu'on la suive dans ses méandres généreux, son 'réquisitoire' continué, son espoir furieux d'un monde meilleur, fraternel. Elle est à prendre ou à laisser. Ne réclame pas des lecteurs mais des complices, des alliés. »

Poèmes, préface de Michel-Georges Bernard, Troyes, Cahiers bleus, 1998, p. 10-11.